# Podbój Fuerteventury
Podbój Fuerteventury – drugi etap ekspansji kastylijskiej na Wyspach Kanaryjskich.
Po łatwym podboju wyspy Lanzarote, dowodzący wyprawą na archipelag kanaryjski Jean de Béthencourt podjął próbę zajęcia Fuerteventury, jednak ludność tej wyspy stawiła silniejszy opór. Béthencourt zostawił swoich podwładnych na wyspie pod dowództwem Gadifera de la Salle i udał się do Kastylii w celu ściągnięcia posiłków. Według części źródeł to niepowodzenie znalazło odzwierciedlenie w nazwie Fuerteventury, co w języku francuskim oznacza „mocną przygodę” (fr. forte aventure).
Król kastylijski Henryk III Chorowity natychmiast udzielił Béthencourtowi pomocy i wiosną 1404 roku powrócił on na wyspę z nowymi oddziałami, wyposażonymi w broń palną. Przewaga techniczna pozwoliła Kastylijczykom na szybkie wyparcie Guanczów z wybrzeży, gdzie wzniesiono dwie twierdze do obrony tych terenów.
Podbój wyspy zakończono w 1405 roku, gdy przywódcy miejscowych plemion poddali się, przyjmując chrześcijaństwo i uznając zwierzchnictwo Jeana de Béthencourta jako lennika króla Henryka.
Tydzień po zwycięstwie Béthencourt odpłynął do Kastylii, by zwerbować chętnych do osiedlenia się na wyspie.